# Eleutherodactylus cystignathoides
Eleutherodactylus cystignathoides es una especie de anfibio anuro de la familia Eleutherodactylidae.

## Distribución geográfica
Esta especie habita:
- en los Estados Unidos en Texas;
- en México en los estados de Nuevo León, Tamaulipas, San Luis Potosí y Veracruz.[4]

## Descripción
Syrrhophus campi se colocó en sinonimia con Eleutherodactylus cystignathoides por Lynch en 1970.

## Publicación original
- Cope, 1878 "1877" : Tenth contribution to the herpetology of tropical America. Proceedings of the American Philosophical Society, vol. 17, p. 85–98[5]